# McGrath (Minnesota)
Pour les articles homonymes, voir McGrath.
La ville de McGrath est située dans le comté d'Aitkin, dans l’État du Minnesota, aux États-Unis. Sa population s’élevait à 80 habitants lors du recensement de 2010, estimée à 74 habitants en 2017.

## Source
- (en) Cet article est partiellement ou en totalité issu de l’article de Wikipédia en anglais intitulé « McGrath, Minnesota » (voir la liste des auteurs).